# Loren Cunningham
Loren Duane Cunningham, född 30 juni 1935 i Taft, Kalifornien, död 6 oktober 2023 i Kona, Hawaii, var en amerikansk kristen missionsledare. Han grundade tillsammans med sin fru, Darlene, Ungdom med uppgift, förkortat UMU (Youth With A Mission, förkortat YWAM på engelska). De två grundade UMU i USA 1960 när han var 24 år gammal. Organisationens fokus var kristet missionsjobb för unga. 
Han berättade själv att han bestämde sig för att börja med Ungdom Med Uppgift som ett resultat av en syn från Gud i vilken han såg vågor. Dessa vågor växte sig större och större till dess att de täckte allt land. Sedan förändrades synen och vågorna blev till unga människor.